# آتسینانانا
آتسینانانا (Atsinanana) یکی از ۲۲ منطقه کشور ماداگاسکار است.

## ناحیه ها
منطقه آتسینانانا از ۷ ناحیه تشکیل شده است:
- آنتانامبائو-مانامپوتسی (Antanambao-Manampotsy)
- ماهانورو (Mahanoro)
- مارولامبو (Marolambo)
- توآماسینا ۱ (Toamasina I)
- توآماسینا ۲ (Toamasina II)
- واتوماندری (Vatomandry)
- ووهیبینانی (Vohibinany)